# Гольдербанк (Ааргау)
Гольдербанк (нім. Holderbank AG) — громада  в Швейцарії в кантоні Ааргау, округ Ленцбург.

## Географія
Громада розташована на відстані близько 80 км на північний схід від Берна, 11 км на північний схід від Аарау.
Гольдербанк має площу 2,3 км², з яких на 30,5% дозволяється будівництво (житлове та будівництво доріг), 18,9% використовуються в сільськогосподарських цілях, 36,5% зайнято лісами, 14,2% не є продуктивними (річки, льодовики або гори).

## Демографія
2019 року в громаді мешкало 1377 осіб (+50,5% порівняно з 2010 роком), іноземців було 33,3%. Густота населення становила 591 осіб/км².
За віковим діапазоном населення розподілялося таким чином: 19,5% — особи молодші 20 років, 65,3% — особи у віці 20—64 років, 15,3% — особи у віці 65 років та старші. Було 622 помешкань (у середньому 2,2 особи в помешканні).
Із загальної кількості 663 працюючих 7 було зайнятих в первинному секторі, 71 — в обробній промисловості, 585 — в галузі послуг.